# أنتوني وونغ (ممثل هونغ كونغي)
أنتوني وونغ (بالصينية: 黃秋生) مواليد 2 سبتمبر 1961 في هونغ كونغ، هو ممثل ومخرج وكاتب سيناريو هونغ كونغي بدأ مسيرته الفنية عام 1985. اشتهر بدوره في فيلم شؤون جهنمية الذي صدر في سنة 2002، كما أدى دور الجنرال يانغ في فيلم المومياء: قبر إمبراطور التنين.

## الترشيحات والجوائز
| السنة | الحدث                   | الفئة           | النتيجة |
| ----- | ----------------------- | --------------- | ------- |
| 1993  | جوائز هونغ كونغ للأفلام | أفضل ممثل مساعد | رُشِّح     |
| 1994  | جوائز هونغ كونغ للأفلام | أفضل ممثل       | فوز     |
| 1994  | جوائز هونغ كونغ للأفلام | أفضل ممثل مساعد | رُشِّح     |
| 1996  | جوائز هونغ كونغ للأفلام | أفضل ممثل مساعد | رُشِّح     |
| 1999  | جوائز هونغ كونغ للأفلام | أفضل ممثل       | فوز     |
| 2003  | جوائز هونغ كونغ للأفلام | أفضل ممثل مساعد | فوز     |

## وصلات خارجية
- أنتوني وونغ على موقع IMDb (الإنجليزية)
- أنتوني وونغ على موقع روتن توميتوز (الإنجليزية)
- أنتوني وونغ على موقع ألو سيني (الفرنسية)
- أنتوني وونغ على موقع ميوزك برينز (الإنجليزية)
- أنتوني وونغ على موقع أول موفي (الإنجليزية)
- أنتوني وونغ على موقع قاعدة بيانات الأفلام السويدية (السويدية)
- أنتوني وونغ على موقع قاعدة بيانات الأفلام السويدية (السويدية)
- أنتوني وونغ على موقع إن إن دي بي (الإنجليزية)
- أنتوني وونغ على موقع ديسكوغز (الإنجليزية)
- أنتوني وونغ على موقع قاعدة بيانات الفيلم (الإنجليزية)